# Piké

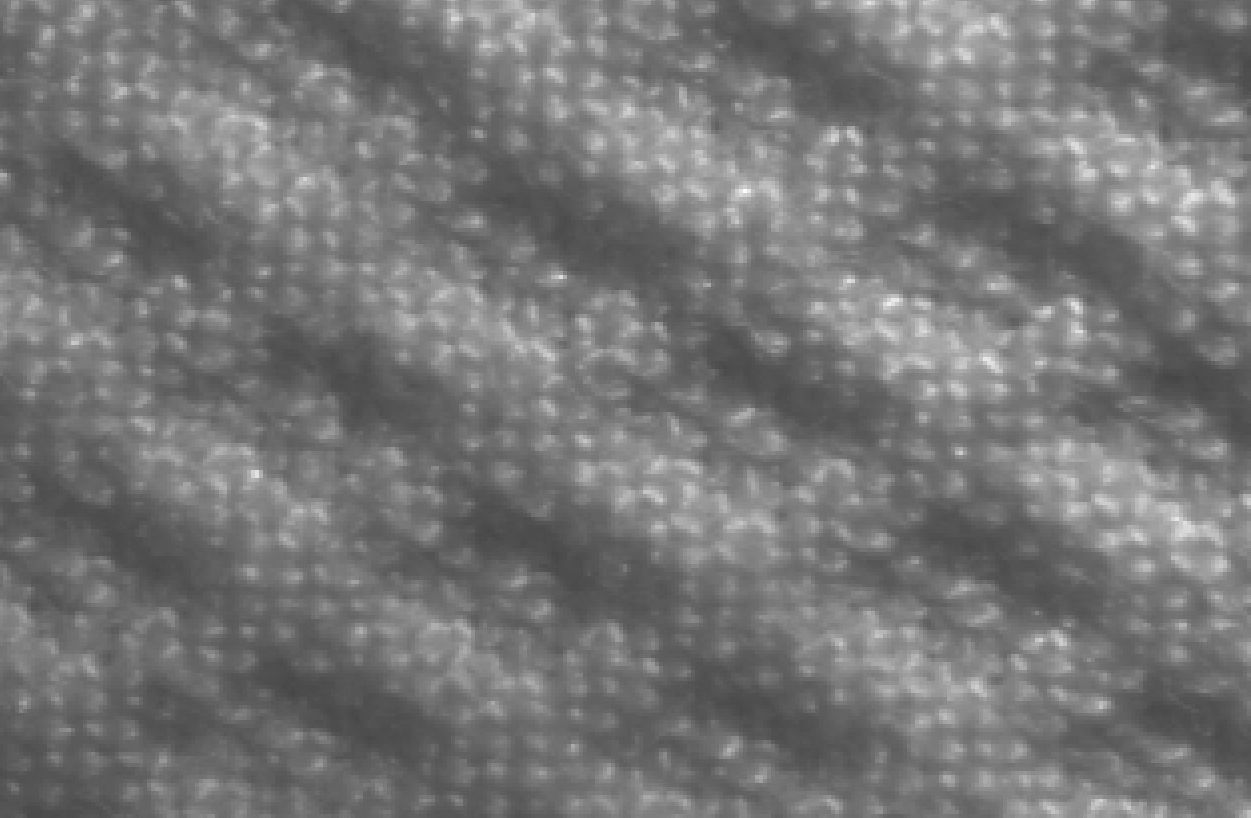
Piké

Piké (från franskans piqué - stickad), är en om matelassé påminnande dubbelvävnad med våffelmönstrad yta, inslaget är dubbelt så tjockt som varpen. Mönsterfigurerna bildas genom att rätinslaget på vissa ställen dras ner av den hårdspända avigvarpen, så att fördjupade, skarpt markerade ränder uppstår. Mönstret är vanligen snett ställda rutor.
Tyget används bland annat för så kallade tenniströjor, men även till garneringar, kragar, skjortbröst m. m.